# Otto Wierba
Otto (Otmar) Rudolfowicz (Karłowicz?) Wierba (ros. Отто (Отмар) Рудольфович (Карлович?) Верба, ps. „dr Doll”; ur. 2 listopada 1900 w Pradze lub na Morawach, zm. w lipcu 1944 r. w rejonie Lublina) – współpracownik Abwehry, a następnie dowódca Korpusu Kawalerii Kałmuckiej podczas II wojny światowej
Pochodził z rodziny Niemców sudeckich. Istnieją różne wersje jego wczesnej biografii. Według części źródeł jego rodzina do 1917 r. mieszkała w Eliście w Rosji. Otto (Otmar) Wierba służył w armii rosyjskiej w kawalerii. Po rewolucji październikowej jego rodzina wyemigrowała do Czechosłowacji. Inne źródła mówią, że brał udział w I wojnie światowej w szeregach armii austro-węgierskiej jako młodszy oficer. W listopadzie 1918 r. wstąpił do Ukraińskiej Armii Halickiej. W okresie międzywojennym przez 2 lata mieszkał w Odessie i pracował w niemieckim konsulacie. Następnie powrócił do Czechosłowacji, gdzie zajmował się handlem i architekturą.
Po zajęciu czeskich Sudetów przez wojska niemieckie w październiku 1938 r., wstąpił ochotniczo do armii niemieckiej. Służył w Abwehrze, uzyskując funkcję Sonderführera. Kiedy Niemcy zaatakowali ZSRR 22 czerwca 1941 r, został przydzielony do Abwehrgruppe-103. Od września 1942 r. dowodził oddziałem specjalnym złożonym z Kałmuków w mieście Stiepnoj, na bazie którego utworzono Kałmucki Związek Wojskowy Dr. Dolla w składzie Abwehrgruppe-103. Latem 1943 r. został on rozwinięty w Kalmüken Verband Dr. Doll, liczący ok. 2,2 tys. ludzi. Po odwrocie z terenów Kałmucji wczesnym latem 1944 r., Korpus działał na obszarze okupowanej Białoruskiej SRR. Otto R. Wierba przygotowywał pod auspicjami Abwehry grupy dywersyjno-rozpoznawcze złożone z Kałmuków, które miały być drogą lotniczą przerzucane na stepy Kałmucji w celu prowadzenia działań powstańczych na tyłach Armii Czerwonej. Zginął w lipcu 1944 r. podczas walk z polską partyzantką w Lubelskiem.